# Josef Ritler

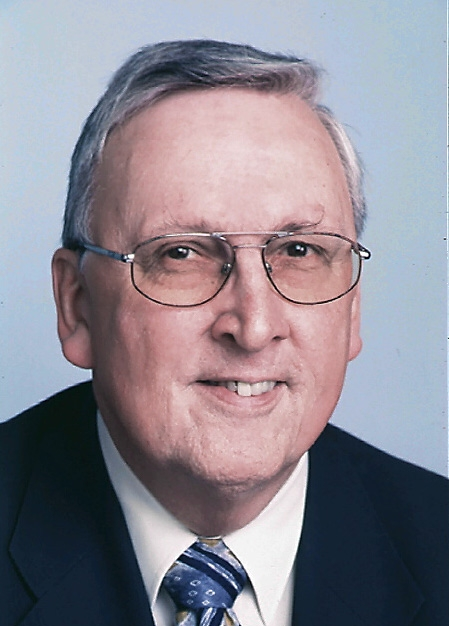
Josef Ritler im Jahr 2003

Josef Ritler (* 1939 in Naters), auch «Sepp Ritler» oder «Seppi Ritler», ist ein Schweizer Journalist, der 40 Jahre lang für die Boulevardzeitung Blick fotografiert und geschrieben hat.

## Leben
Ritler ging zunächst in Naters, dann in Brig zur Schule. Die spätere Maurerlehre konnte er aus gesundheitlichen Gründen nicht beenden. Deshalb begann er eine Ausbildung zum Fotografen in Luzern.
Er arbeitete zunächst für verschiedene Zeitungen und die Schweizer Armee. Bei Fotoaufnahmen im Vorfeld der Expo64 in Lausanne wurde der Blick schliesslich auf ihn aufmerksam. Für diesen arbeitete er 40 Jahre bis zu seiner Frühpensionierung im Alter von 64 Jahren sowohl als Fotograf als auch als Journalist.
Ab Herbst 2003 arbeitete er beim Schweizer Regionalsender TeleTell gelegentlich als VJ.

## Auszeichnungen
- 1997 Swiss Press Foto
- 2003 Ringier Medienpreis
- 2007 Lifetime-Award Schweizerischer Berufsfotografenverband